# Assurnasirpal II
Assurnasirpal II (Aššurnaṣirpal II, de l'assyrien Aššur-nāṣir-apli, « Assur est le protecteur de l'héritier »), est un roi d’Assyrie, de 883 à 859 av. J.-C. Son règne est marqué par de nombreuses campagnes militaires qui affirment la suprématie de l'Assyrie sur la Haute Mésopotamie et la Syrie, et la construction d'une nouvelle capitale à Kalkhu (Nimroud).

## Généalogie
Assurnasirpal II est le fils de son prédécesseur Tukulti-Ninurta II. 
Son épouse principale est Mullissu-mukannishat-Ninua, fille d'un membre de l'aristocratie assyrienne, Assur-nirka-daʾʾin, qui est le grand échanson du roi. Un hypogée avait été aménagé pour recevoir la sépulture de la reine dans le palais nord-ouest de Kalkhu, puisque son sarcophage et plusieurs inscriptions à son nom y ont été retrouvés dans les secteurs des tombes de reines (tombe n°III). Elle a été pillée dans l'Antiquité. 
On connait du roi un enfant: son fils Salmanazar III, qui lui succédera en 858 av. J.-C..

## Règne

### Campagnes et conquêtes militaires

L'empire assyrien à l'époque de la reconquête (934-830 av. J.-C.) : en foncé, les territoires dans la mouvance assyrienne au début de la période ; en clair, les territoires incorporés à l'empire à la fin de la période.

Le règne d'Assurnasirpal est marqué par la poursuite de la reconquête de la Haute-Mésopotamie par l'Assyrie, entreprise par ses prédécesseurs. Il entreprend de nombreuses campagnes, au moins quatorze, décrites en longueur dans ses inscriptions officielles, notamment ses annales, qui relatent année par année ses campagnes militaires et constructions, dans un ordre chronologique, d'autres inscriptions dans laquelle les conquêtes sont présentées dans une logique géographique, et d'autres qui mêlent les deux principes. Les récits militaires connaissent un développement important sous ce règne, offrant plus de détails que pour les précédents.
Assurnasirpal dirige ses troupes dans plusieurs directions. Au nord il combat les pays de Nairi puis l'Urartu à plusieurs reprises, en se servant de la ville de Tusshan (Ziyaret Tepe) comme base militaire. La région du Haut Tigre est alors fermement placée sous la domination assyrienne. À l'est il mène trois campagnes dans le pays de Zamua, dans le Zagros. Dans les pays occidentaux il affronte plusieurs royaumes araméens et néo-hittites, souvent déjà soumis par ses prédécesseurs mais prompts à se révolter contre le joug que leur impose le pouvoir assyrien. Son principal rival est le Bit Adini (en), royaume qui occupe la région de la boucle de l'Euphrate (capitale Til Barsip), alors dirigé par Ahuni, qui cherche à déstabiliser l'hégémonie assyrienne dans la région moyenne de l'Euphrate et aussi la région du Khabur. D'importantes révoltes embrasent alors la frange méridionale de la sphère de domination assyrienne, le long de l'Euphrate, les pays de Laqe, Hindanu et Suhu. Il faut plusieurs campagnes pour obtenir la soumission de ces pays, qui n'est du reste que temporaire. Fort de ses succès, Assurnasirpal conduit ses troupes encore plus à l'ouest, jusqu'à atteindre les rivages de la Méditerranée, ce qu'aucun roi assyrien n'avait fait depuis Tiglath-Phalasar Ier (1114-1076). Il reçoit alors le tribut des royaumes de la région : Karkemish, Pattina, Tyr, Sidon, Byblos, Arwad. Mais il lui faut encore revenir dans la région par la suite, Bit Adini et Karkemish se révoltant contre lui,.
Les campagnes annuelles d’Assurnasirpal sont particulièrement sanglantes et cruelles, et ses descriptions des supplices qu'il inflige aux rebelles vaincus ont frappé les esprits et ont fortement contribué à la réputation de cruauté des souverains assyriens : empalements, pyramides de têtes coupées, populations brûlées vives, dirigeants vaincus écorchés vifs. Ces pratiques punitives deviennent un véritable mode de gouvernement par la terreur et le pillage, la déportation et l’imposition des vaincus permettent d’accroître le potentiel économique de l’Assyrie. Les affrontements en rase campagne semblent rare, puisqu'ils consistent souvent en des sièges, cette époque semblant voir le développement des engins de siège. 

« Le vingtième jour du mois de Sivan (I), je quittai Kalkhu. Après avoir franchi le Tigre je me dirigeai vers le pays de Bit Adini (et) approchai la ville de Kaprabu, leur ville fortifiée. La ville était solidement fortifiée ; elle flottait telle un nuage dans le ciel. Les gens, confiants en leurs nombreuses troupes, ne descendirent pas (et) ne se soumirent pas à moi. Par l'ordre du dieu Assur, le grand seigneur, mon seigneur, et les insignes divins qui me précédaient, j'assiégeai la ville (et) la conquis grâce à des tunnels, des béliers (et) tours de siège. Je massacrai un grand nombre d'entre eux, je tuai 800 de leurs gens d'armes (et) leur pris des prisonniers (et) biens. J'emportai 2 500 de leurs troupes (et) les établis à Kalkhu. Je rasai, détruisis, brûlai (et) consumai la ville. (Ainsi) j'imposai le respect de la splendeur du dieu Assur, mon seigneur, sur Bit Adini.

À ce moment je reçus le tribut d'Ahunu, homme de Bit Adini (et) de Habinu, homme de la ville de Til-abni, de l'argent, de l'or, de l'étain, du bronze, des étoffes en lin multicolore, des bûches de cèdre, trésor de son palais. Je leur pris des otages (et) leur montrai de la miséricorde. »

— Une campagne contre le royaume araméen Bit Adini, d'après les Annales d'Assurnasirpal II (v. 870 av. J.-C.).

« Je partis de la ville de Kalkhu, je traversai le Tigre, et je me dirigeai vers le pays de Qipanu. Je reçus le tribut des princes du pays de Qipanu, dans la cité de Husirina. Pendant que je séjournai dans la cité de Husirina, je reçus le tribut de Itti', l'Azalléen, et de Giridadi, l'Asséen : de l'or, du petit bétail et des ballots de laine. Au même moment, je reçus aussi des troncs de cèdre, de l'argent, de l'or : le tribut de Qatazili, le Kummuhéen. (...)
 Je me dirigeai vers la ville de Udu, la citadelle de Labturu, fils de Tupusu. Je fondis sur la ville : je passai par le fil de l'épée 1 400 hommes, je pris vivants 580 hommes et emmenai 3 000 prisonniers. Les hommes survivants, j'en empalai sur des pieux tout autour de la ville ; à d'autres, je fis arracher les yeux. Le reste, je les emmenai en Assyrie. La ville, j'en pris possession. »

— Tribut, siège, massacres et déportations en Anatolie orientale sous Assurnasirpal II (865 av. J.-C.), d'après ses Annales.
Les conquêtes militaires d'Assurnasirpal confirment la suprématie militaire de l'Assyrie en Haute Mésopotamie, et permettent à ce royaume d'administrer de nouveaux territoires et d'obtenir d'importantes ressources, qu'il mobilise pour ses chantiers de construction. La politique d'Assurnasirpal s'inscrit dans la continuité des conquêtes de ses prédécesseurs, qu'il consolide, prolongeant ainsi l'entreprise de reconquête de la Haute Mésopotamie, qui sera conclue par son successeur Salmanazar III, notamment lors de la soumission définitive de Bit Adini. La politique de déportation de populations est poursuivie. La principale innovation d'Assurnasirpal est la nomination de gouverneurs dans les régions conquises, signalée à plusieurs reprises dans ses inscriptions. Cela s'accompagne pour les populations soumises d'obligations de service et de corvée pour le pouvoir assyrien. De cette manière le système provincial s'étend au-delà du cœur assyrien, dans la vallée du Khabur, une partie du Moyen-Euphrate, et au nord en direction des cours supérieur du Tigre et de l'Euphrate (pays de Nairi, d'Amadanu et d'Arqania). Dans d'autres cas ils préserve les dynasties locales, qui restent ou deviennent ses vassales, ce qui conduit à brouiller les limites entre gouverneurs et rois vassaux, comme dans le cas des dynasties depuis longtemps soumises à l'Assyrie telles que Shadikanni. Des forteresses assyriennes sont installées dans les pays vassaux afin de mieux les contrôler, tel Kar-Assurnasirpal (« Port Assurnasirpal » ; le site de Tell Masaikh) sur l'Euphrate. Certains de ses nouveaux établissements assyriens servent sans doute aussi de comptoirs de commerce, notamment dans les contreforts du Taurus et du Zagros où se trouvent d'importantes routes commerciales sur lesquelles transitent des minerais. Un établissement assyrien établi à Mallanu semble servir à contrôler les mines de cuivres du Tigre supérieur (gisements d'Ergani-Maden).

### Constructions et résidences
Assurnasirpal II semble avoir souvent résidé à Ninive au début de son règne, puisque la ville lui sert de lieu de départ pour trois de ses cinq premières campagnes. Il restaure le temple d'Ishtar de cette cité. Il entreprend des travaux dans la capitale de son royaume, Assur, où il reconstruit le temple de Sîn et de Shamash, et également le « Vieux palais », le plus ancien palais des rois assyriens. C'est le lieu qu'il choisit pour son inhumation, dans la partie sud de l'édifice qui comprend déjà plusieurs tombes de ses prédécesseurs.
Vers la cinquième année de son règne, le roi entreprend un projet d'une toute autre envergure, puisqu'il fait ériger une nouvelle capitale dans la ville de Kalkhu (le site actuel de Nimroud), jusqu'alors une cité d'importance secondaire. Située au centre du pays assyrien, à peu près à égale distance de ses trois principales villes, Assur, Ninive et Arbèles, cette ville a une position géographique intéressante. Le roi souhaite peut-être aussi prendre de la distance vis-à-vis des élites et du grand temple d'Assur, afin de disposer d'une ville érigée à la gloire du pouvoir royal, dont il sélectionne les résidents. Le chantier est confié à un des proches du roi, l'eunuque Nergal-apil-kumu'a. Le roi prend ses quartiers dans la ville dès le début du chantier, qui se poursuit sous son règne et celui de son successeurs. La première phase du chantier comprend la construction de la muraille de la ville, d'un grand palais royal, et le creusement de canaux dans la campagne environnantes, où sont plantés des jardins. Plusieurs temples sont également construits, neuf selon les inscriptions. L'acropole de la ville est le principal lieu de constructions. Elle comprend le palais royal, le « Palais nord-ouest » des fouilleurs du site, un vaste édifice (la zone fouillée mesure 200 × 170 m, mais l'édifice s'étendait au-delà) organisé autour de deux grandes cours. La première sert d'espace central pour la zone publique, qui sert à l'administration, et la seconde est l'espace central de la zone privée, où se trouvent les appartements du roi et de sa famille. La séparation entre les deux zones est une salle du trône allongée où le roi tient ses audiences. Le palais est décoré de grandes statues de taureaux et lions androcéphales ailés, de bas-reliefs sur orthostates, de briques glaçurées et de peintures. Les temples datables du règne d'Assurnasirpal qui ont été identifiés sur à proximité du palais sont ceux dédiés Ninurta (avec une ziggurat), Sharrat-niphi et Ishtar de Kadmuri situés au nord du palais, celui dédié à Nabû situé au sud-est du tell ; le « bâtiment central », situé comme son nom l'indique vers le centre du tell, érigé à cette époque, est probablement un temple. 

Plan général du site de Nimroud.
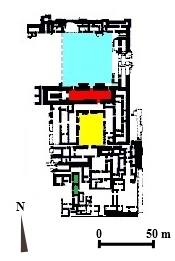
Plan du Palais nord-ouest. Rouge : salle du trône - Bleu : cour principale de la zone publique (babānu) - Jaune : cour principale de la zone privée (bitānu) - Vert : tombes des reines.
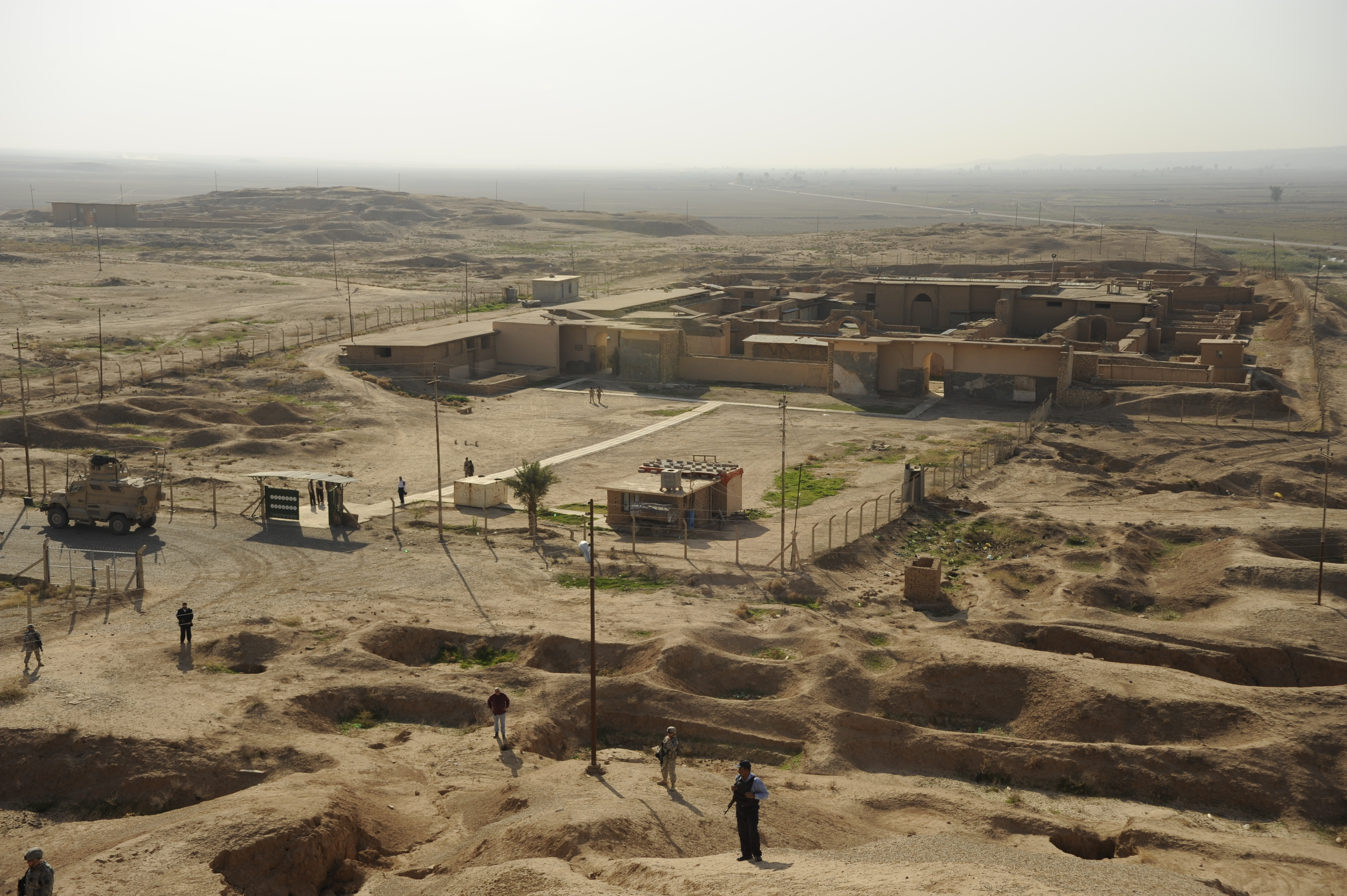
Les ruines du Palais nord-ouest en 2008, après leur restauration par les autorités irakiennes et avant leur destruction par l’État islamique.
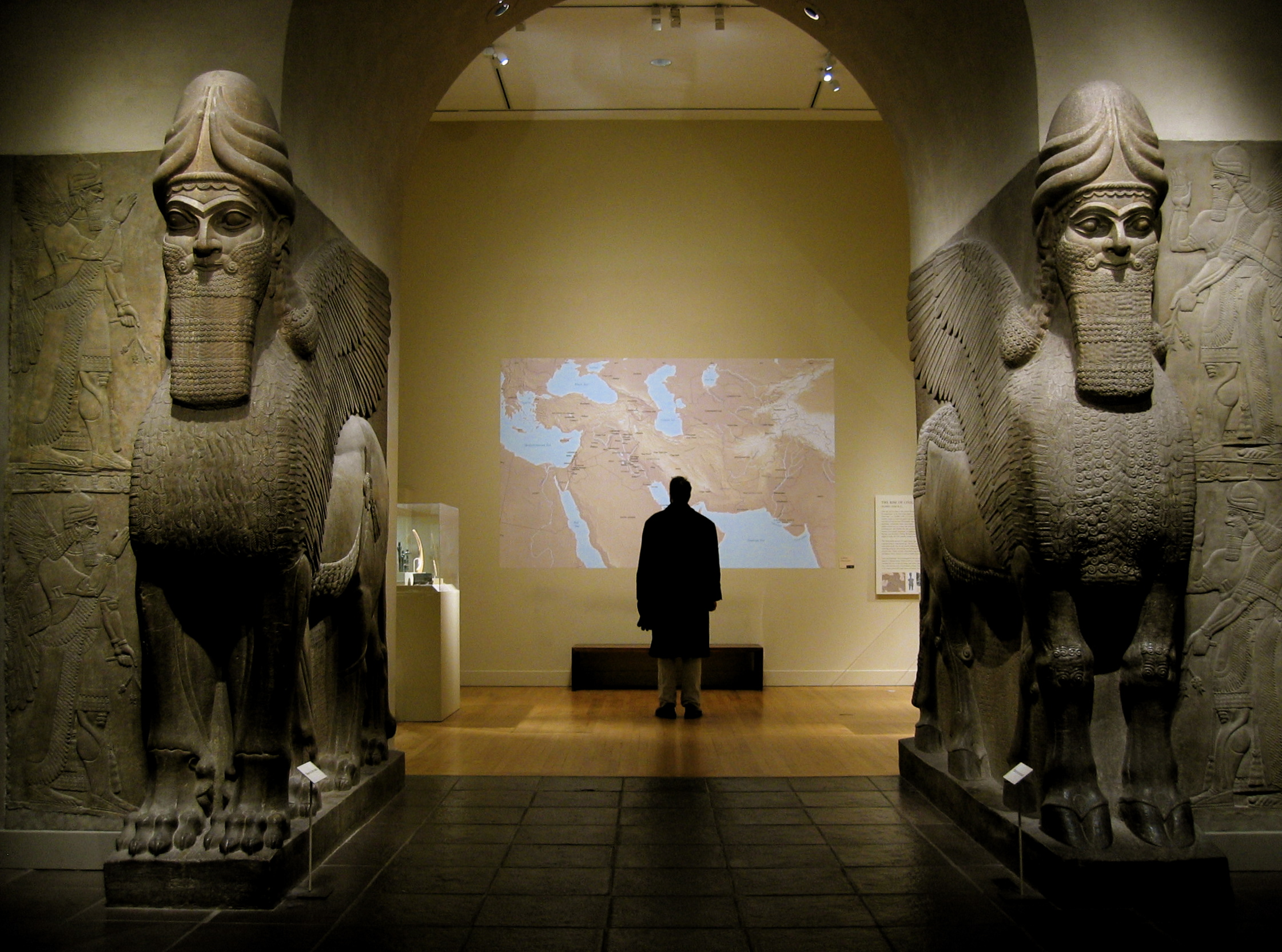
Paire de statues gardiennes d'une porte du Palais nord-ouest. Metropolitan Museum of Art.
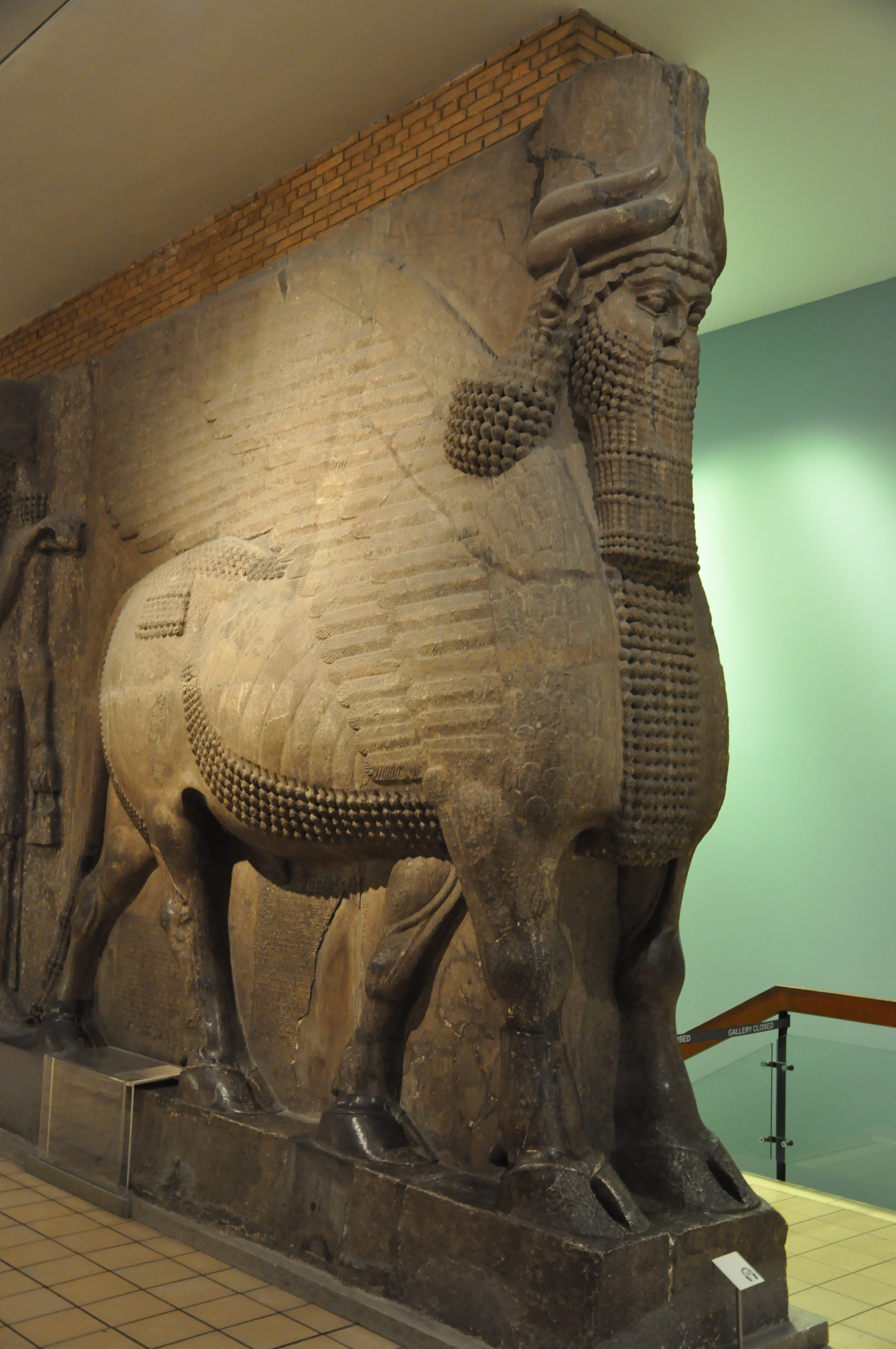
Taureau androcéphale ailé d'une porte du Palais nord-ouest. British Museum.

L'inauguration du palais est commémorée par un gigantesque banquet, commémoré par une longue inscription, qui rapporte que le roi aurait invité et nourri 69 574 personnes venues de tout son royaume.

« Quand je consacrai le palais de Kalkhu, 47 074 hommes et femmes invités de toutes les parties de mon royaume, 5 000 dignitaires et envoyés des peuples des pays de Suhu, Hindanu, Patinu, Hatti, Tyr, Sidon, Gurgum, Melid, Hubusku, Gilzanu, Kummuhu (et) Musasir, 16 000 gens de Kalkhu et 1 500 zariqu de mon palais (fonctionnaires assyriens), tous, en tout 69 574 personnes de tous les pays ainsi que les gens de Kalkhu, je les ai nourris pendant dix jours, je les ai abreuvés de vin, je les ai fait baigner, oindre. Ainsi je les honorai puis les renvoyai dans leurs contrées dans la paix et dans la joie. »

— La banquet commémorant l'inauguration de Kalkhu, d'après la Stèle du banquet, l. 141-154.
Assurnasirpal entreprend également la construction du temple dédié au dieu Mamu et d'un palais dans la cité d'Imgur-Enlil (site actuel de Balawat), chantiers poursuivis par son fils.

## Iconographie
Dans le palais nord-ouest de Kalkhu, les bas-reliefs représentent des scènes de cour, des campagnes militaires, des chasses royales, et des porteurs de tribut. Le décor de la salle du trône en particulier a fait l'objet de nombreuses études. Ce programme décoratif a de plus une dimension magique : les représentations de génies protecteurs sur bas-reliefs, associés à des arbres sacrés, et les impressionnantes statues colossales de taureaux et lions ailés à tête humaine (androcéphales), également des entités protectrices, placées aux portes à des endroits-clés du palais (entrée principale, cours intérieures, salle du trône), servent à protéger l'édifice et le roi contre les assauts de forces surnaturelles. Les représentations répétitives de fruits, plantes et animaux, sur des reliefs mais aussi sur les peintures et briques glaçurées complétant le dispositif ornemental, renvoient quant à elles à l'abondance qui règne dans l'empire. Ces images sont associées à un texte commémoratif, surnommé « Inscription Standard » parce qu'il est répété en de nombreux endroits, entre les bas-reliefs,.

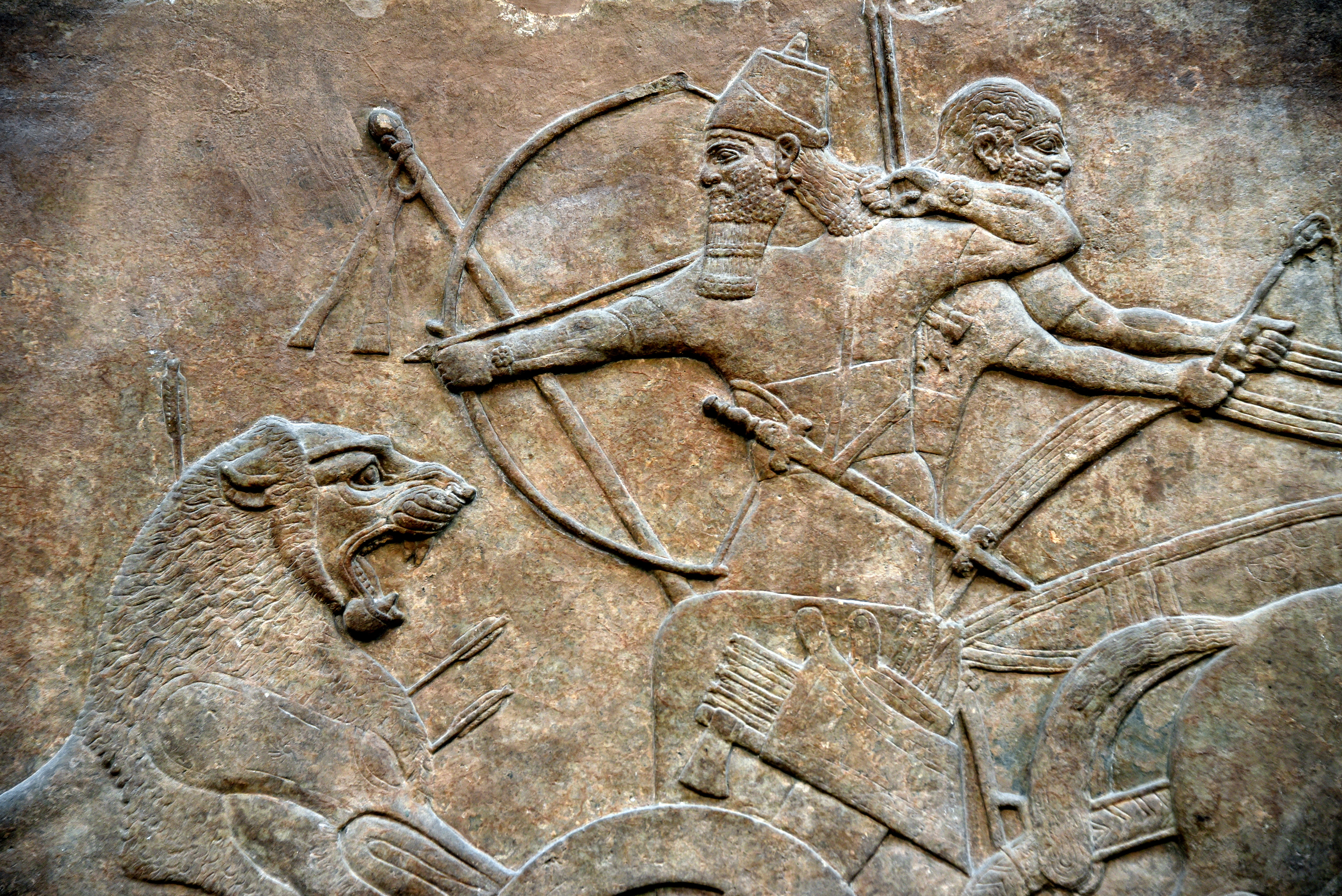
Scène de chasse royale, bas-relief du Palais Nord-Ouest de Nimroud. British Museum.
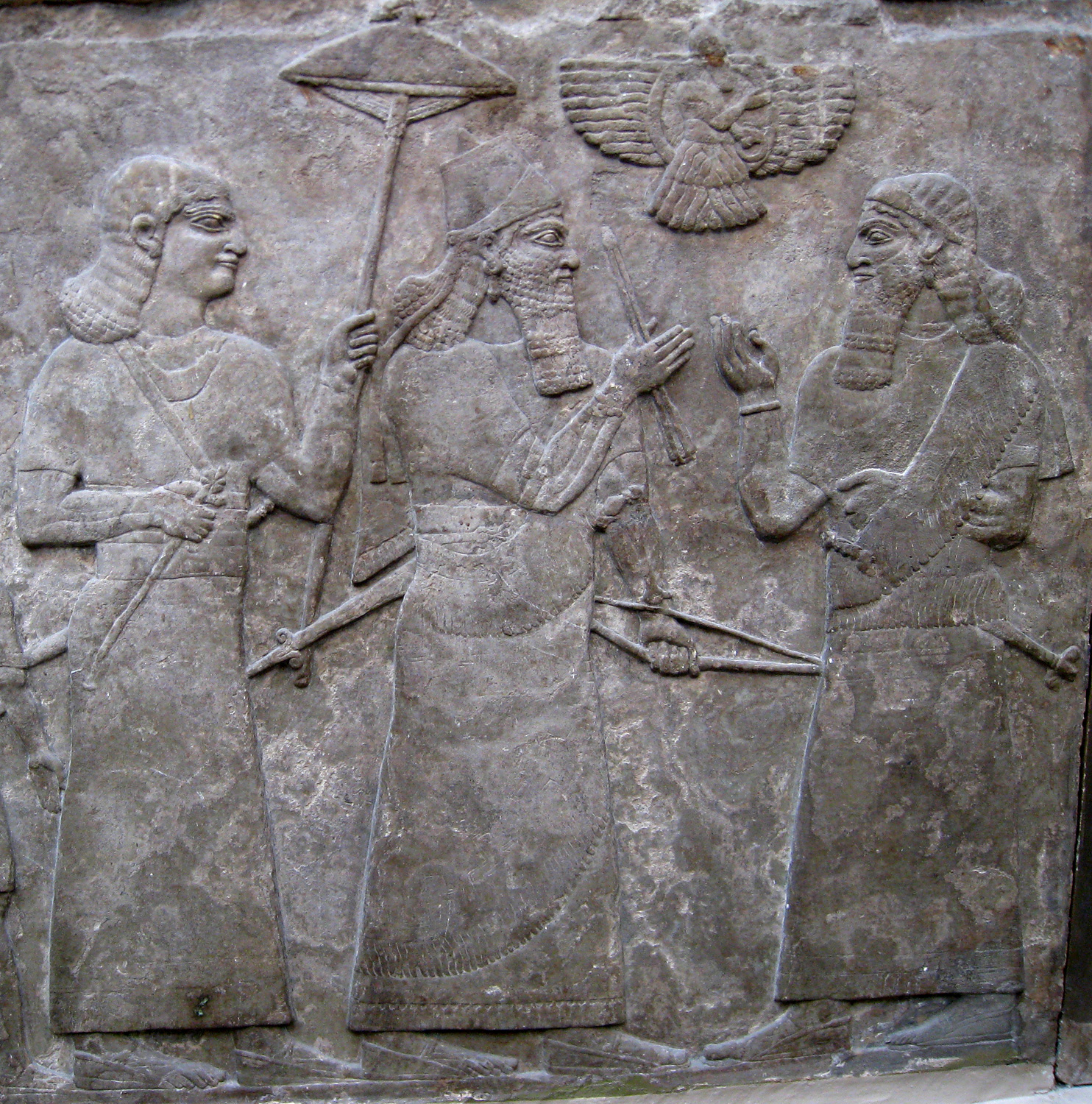
Bas-relief du Palais nord-ouest représentant Assurnasirpal II et des dignitaires, surplombés par le disque solaire ailé symbolisant le dieu Assur ou Shamash. British Museum.
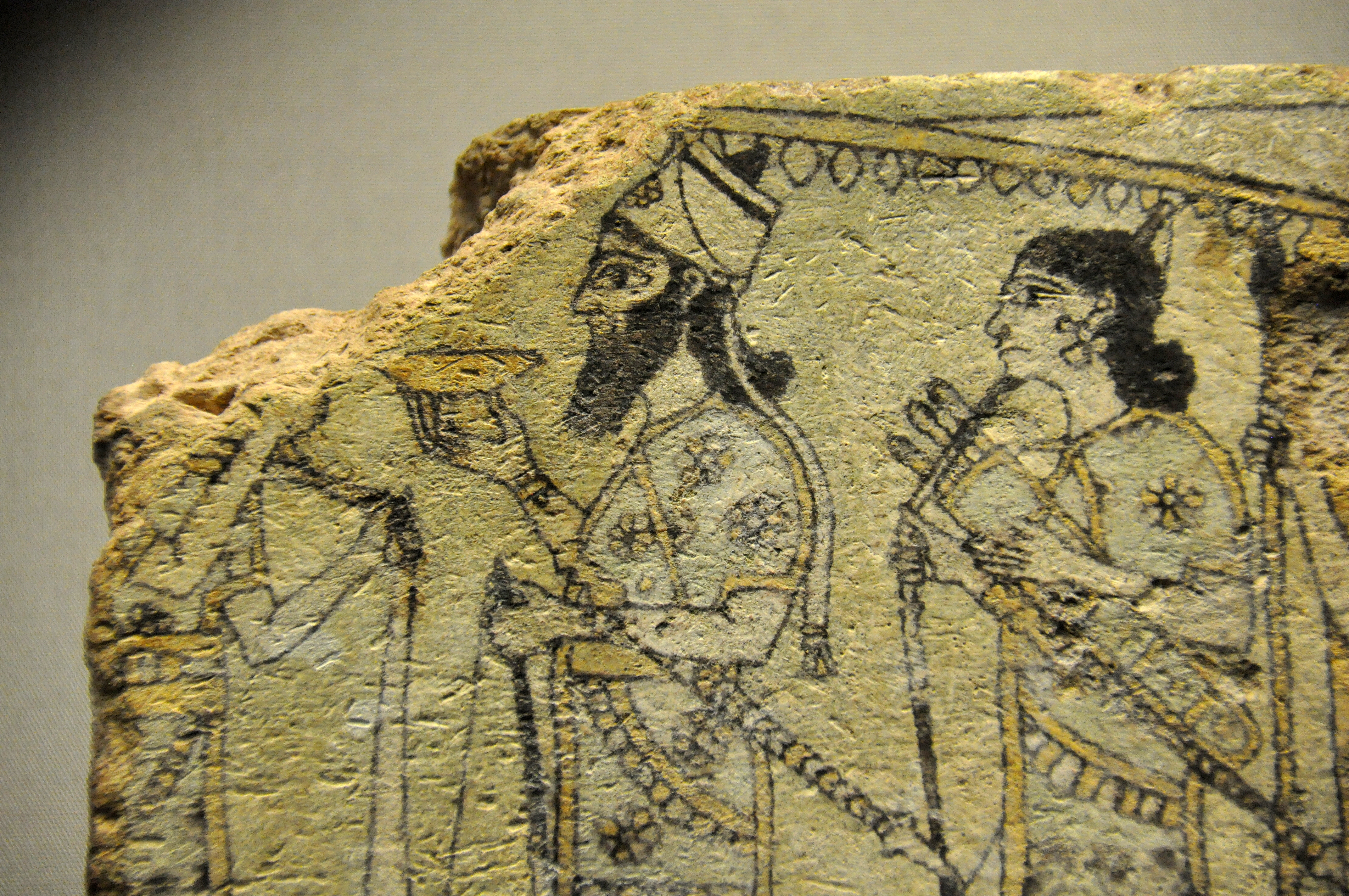
Détail d'un fragment de brique à glaçure peinte représentant le roi Assurnasirpal II et des gardes et servants. Kalkhu, British Museum.
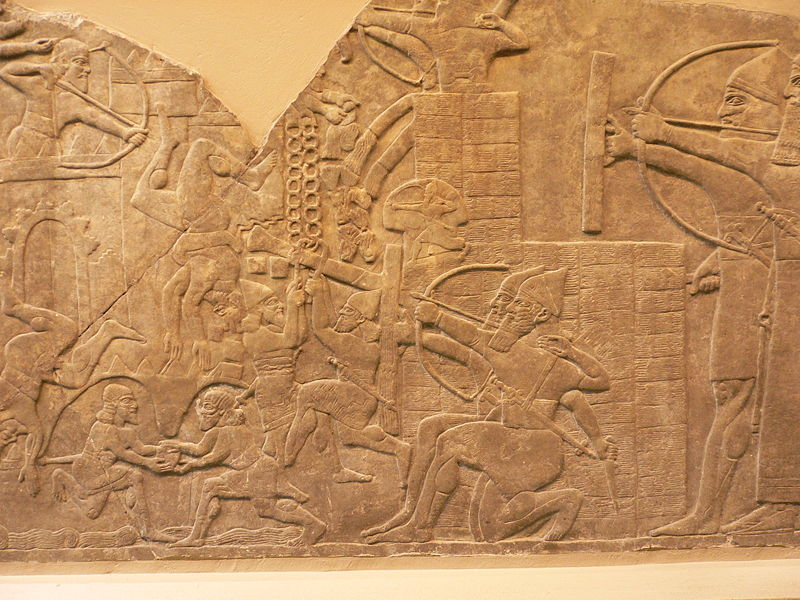
Assaut d'une ville avec des engins de siège.
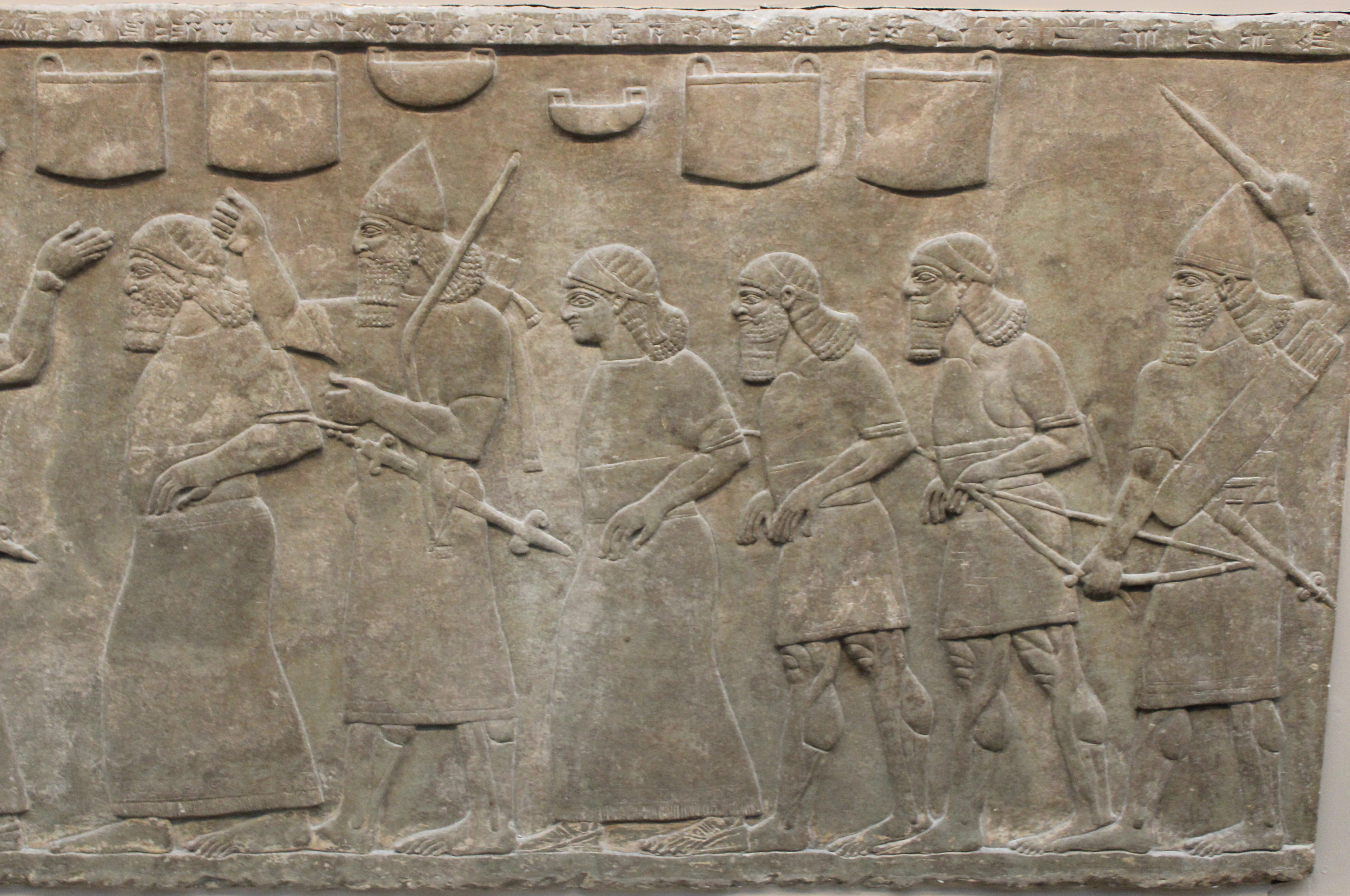
Prisonniers et butin, bas-relief du Palais Nord-Ouest de Nimroud. British Museum.
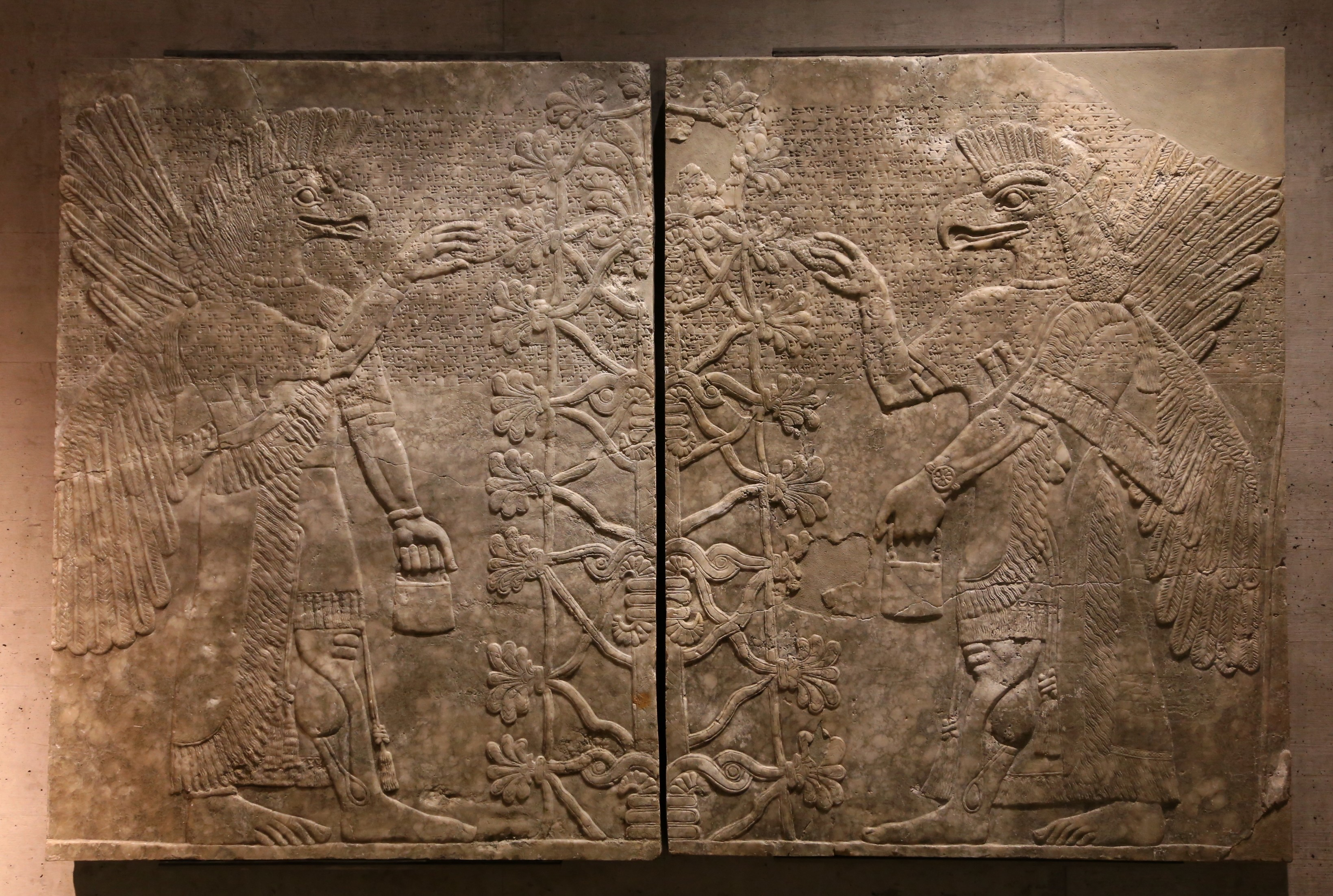
Génies ailés à tête de rapace autour d'un arbre sacré. Musée national d'art égyptien de Munich.

Le programme de la salle du trône de l'édifice (ou salle B, dont la plupart des reliefs sont aujourd'hui au British Museum), de forme rectangulaire, a été étudié en détail. Ses entrées étaient gardées par des couples de statues de lions et de taureaux androcéphales ailés, accompagnés de bas-reliefs de génies protecteurs ailés. Le relief du petit côté est de la salle, qui surplombait le trône royal, représentait deux fois le roi suivi d'un génie protecteur, symétriquement de part et d'autre d'un arbre sacré, au-dessus duquel une divinité est représentée dans un disque ailé, identifiée comme étant soit le dieu national Assur, ou le dieu-soleil Shamash. La même scène est représentée sur le mur situé face à l'entrée de la pièce, soulignant son caractère remarquable. Elle est également reproduite sur un sceau-cylindre appartenant à un vassal du roi assyrien, le roi de Shadikanni, ce qui indique qu'elle avait été diffusée afin de glorifier Assurnasirpal II, le sceau étant probablement un présent du roi à son vassal,.

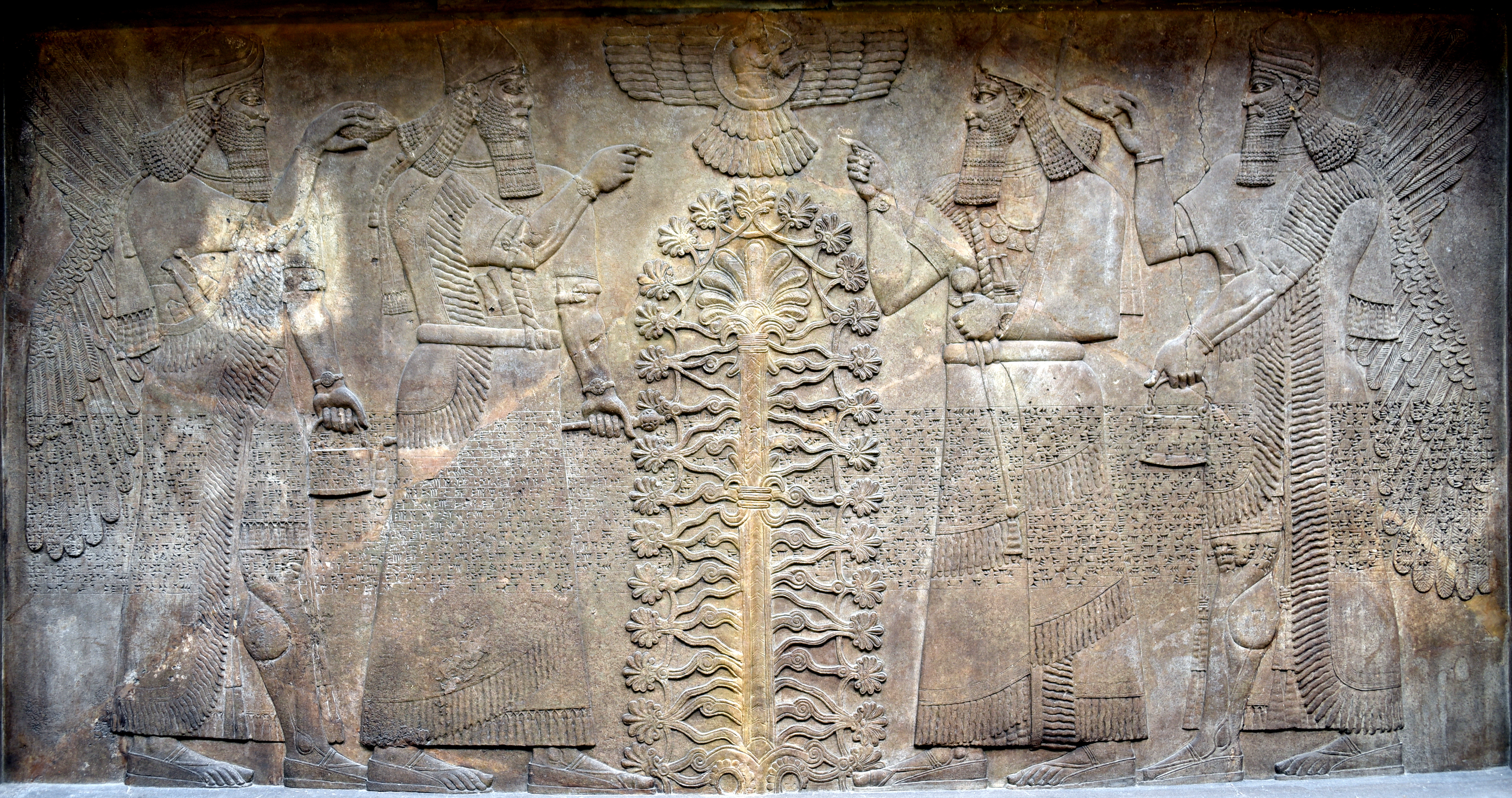
Bas-relief de la salle du trône surplombant le trône royal : le roi Assurnasirpal II est représenté deux fois, autour d'un arbre sacré, rendant hommage à un dieu représenté dans un disque ailé (Assur ou Shamash). British Museum.

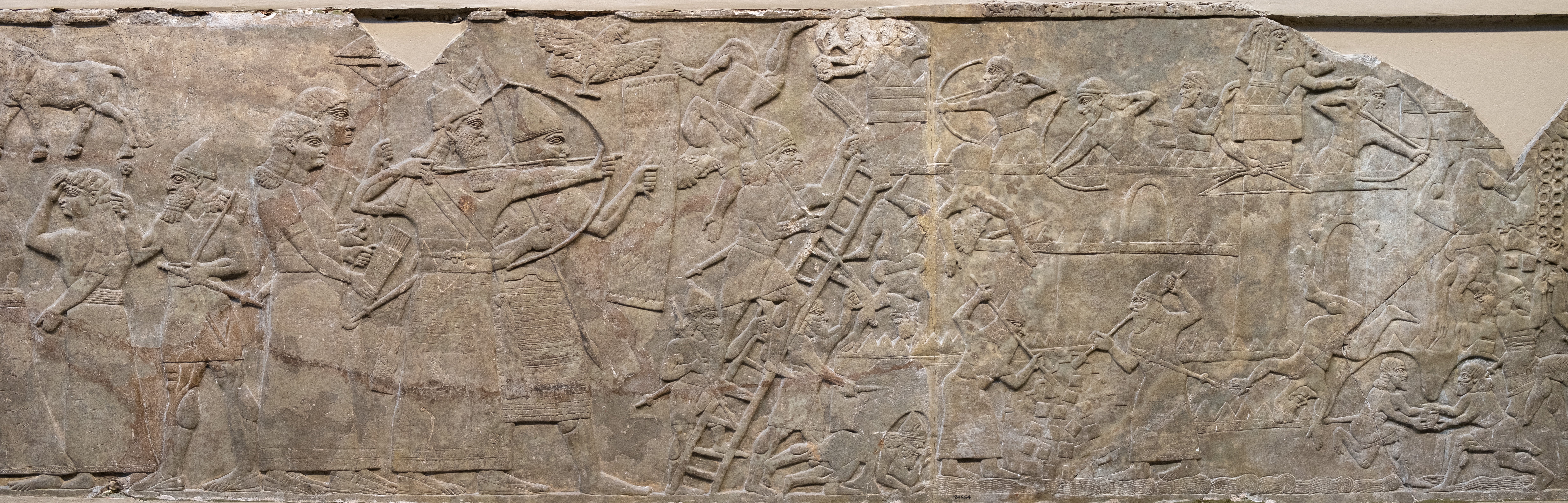
Attaque d'une ville ennemie par les troupes d'Assurnasirpal II. Bas-relief du Palais nord-ouest de Nimroud. British Museum.

Assurnasirpal a aussi fait ériger plusieurs stèles inscrites, parmi lesquelles se trouve un des deux « monolithes de Kurkh » (le second étant l’œuvre de son fils), ou encore la « stèle du banquet » qui relate le banquet donné lors de l'inauguration de Kalkhu. On sait par ses inscriptions que le roi a laissé plusieurs bas-reliefs rupestres le représentant, dans des régions lointaines qu'il a atteint lors de ses campagnes militaires.

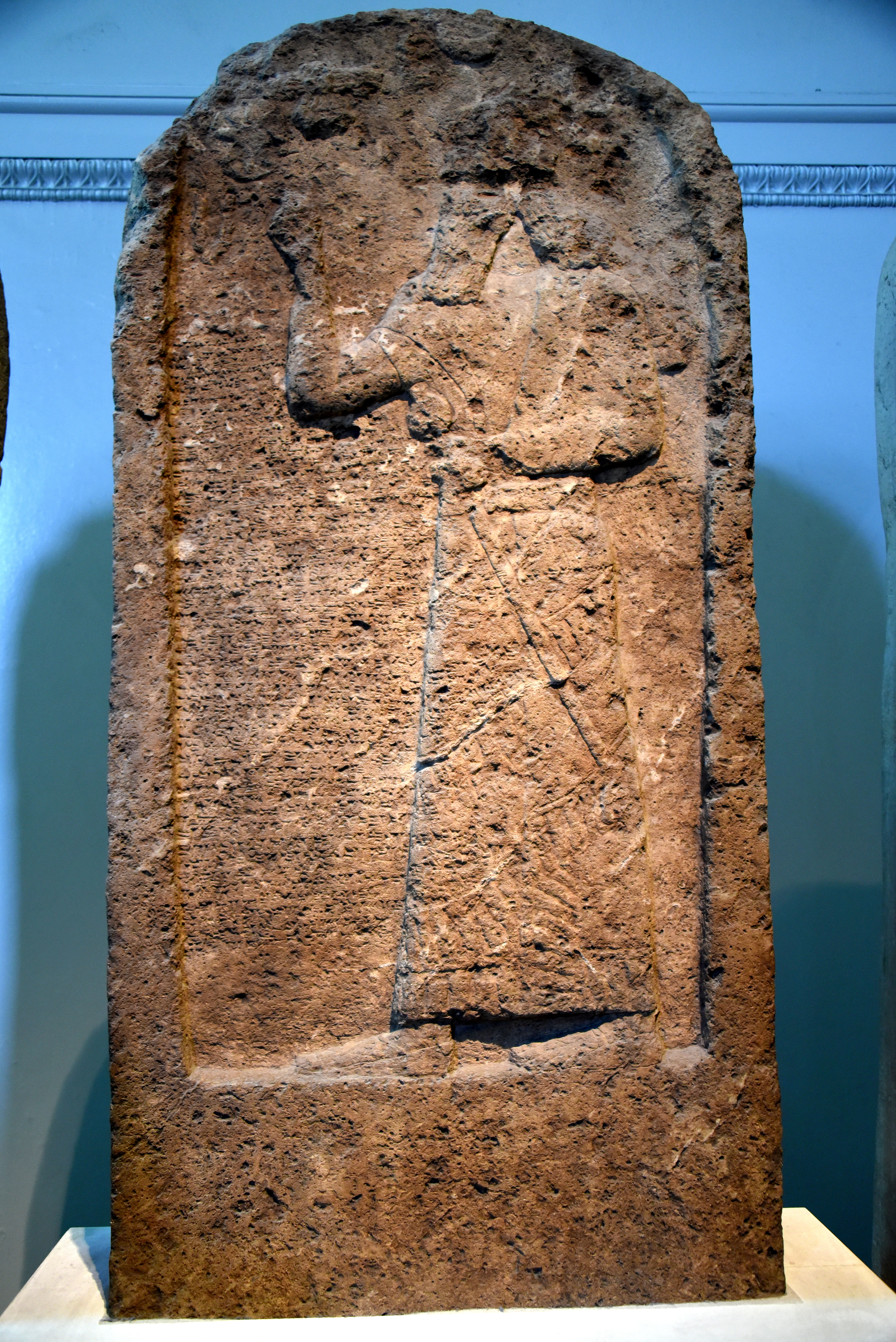
Stèle d'Assurnasirpal II provenant de Kurkh. British Museum.
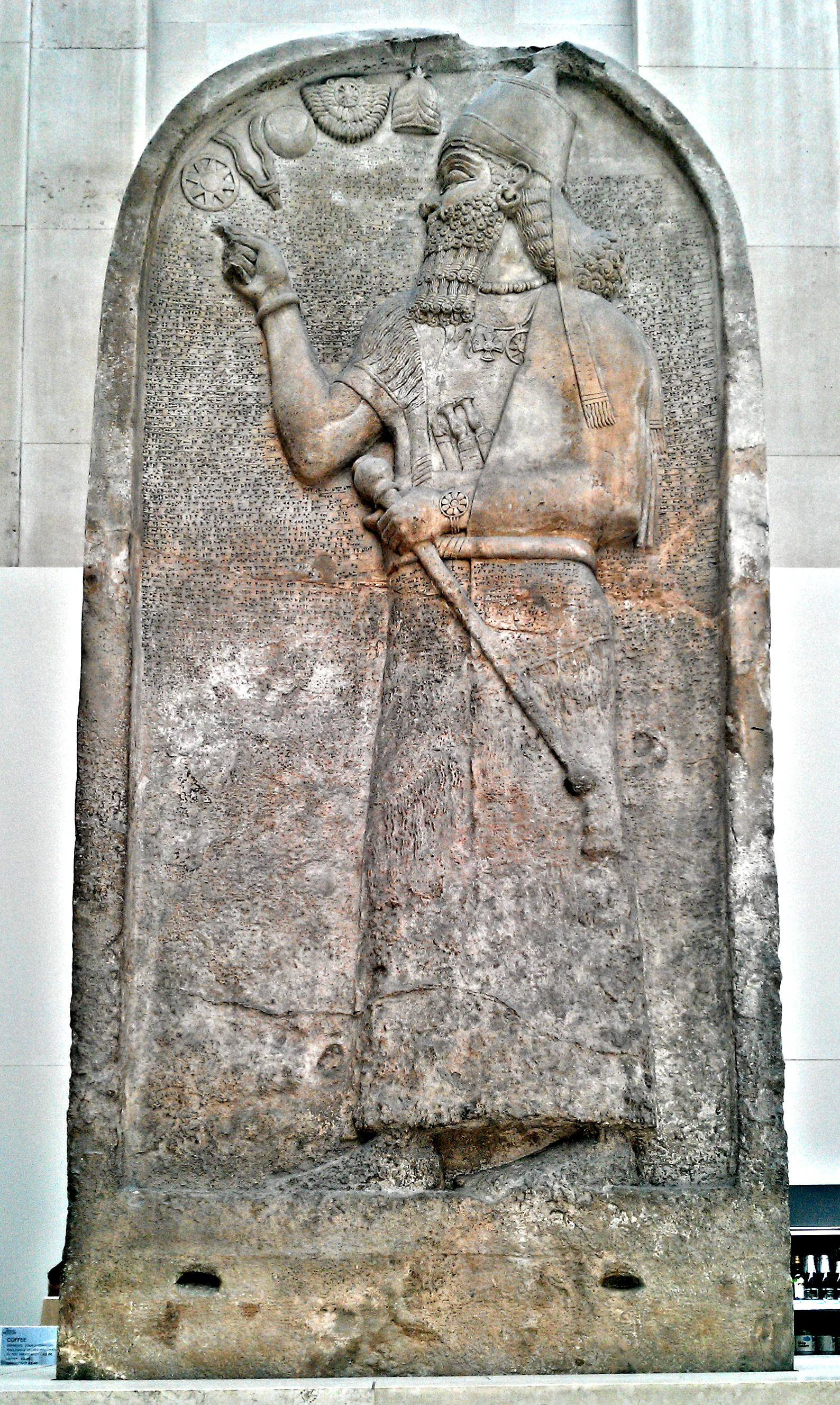
Stèle d'Assurnasirpal II provenant de Nimroud. British Museum.

Suivant un processus amené à se répéter durant le reste de l'histoire néo-assyrienne, cet art est très marqué par les échanges culturels avec les pays conquis (dans les deux sens et non simplement en direction de l'Assyrie comme on l'a longtemps supposé), avant tout des royaumes Araméens et Néo-hittites, des artistes originaires de ceux-ci ayant été employés de gré ou de force dans les capitales assyriennes. Cela se voit par la présence dans les monuments néo-assyriens d'orthostates, dalles de pierre sculptées de bas-reliefs, plaquées sur les murs des salles des palais, et de statues monumentales d'animaux réels ou imaginaires. Ainsi « les Assyriens se seraient fortement inspirés des modes de communication visuelle du monde syro-anatolien, mais les auraient adaptés à leurs propres besoins d'exprimer la puissance de l'Empire assyrien et du roi » (A. Tenu).